# Advances in Theoretical and Mathematical Physics
Advances in Theoretical and Mathematical Physics is een internationaal, aan collegiale toetsing onderworpen wetenschappelijk tijdschrift op het gebied van de
mathematische fysica en
deeltjesfysica.
De naam wordt in literatuurverwijzingen meestal afgekort tot Adv. Theor. Math. Phys.
Het wordt uitgegeven door International Press en verschijnt tweemaandelijks.
Het eerste nummer verscheen in 1997.